# Rejon Czüj
Rejon Czüj (kirg. Чүй району; ros. Чуйский район) – rejon w Kirgistanie w obwodzie czujskim. W 2009 roku liczył 47 017 mieszkańców (z czego 83,2% stanowili Kirgizi, 6,9% – Rosjanie, 4,7% – Dunganie, 1,8% – Azerowie, 1,1% – Kazachowie) i obejmował 10 501 gospodarstw domowych. Siedzibą administracyjną rejonu jest Tokmok.